# Philipp Hochmair
Philipp Hochmair /ˈfɪǀɪp ˈhoːxmɑɪɐ/ és un actor austríac nascut el 16 d'octubre de 1973.

## Biografia

### Joventut
Philipp Hochmair va créixer a Viena (Àustria). Estudia l'art dramàtic al Seminari Max-Reinhardt on rep l'ensenyament de Klaus Maria Brandauer l a continuació al Conservatori nacional superior d'art dramàtic a París.

### Carrera

#### Cinema i televisió
Philipp Hochmair ha participat en molts films i telefilms, que Die Manns - Ein Jahrhundertroman d'Heinrich Breloer (Best TV Movie/Premis Emmy 2002), Der Glanz des Tages (de Tizza Covi i Rainer Frimmel), Die Auslöschung (escenificada: Nicholas Leytner), Tomcat (de Klaus Händl) i Animals (escenificada: Greg Zglinksi).
Ha participat a moltes sèries de televisie austríaques i alemanyes molt populars.
A Vorstadtweiber, encarna un polític homosexual corrupte i cínic que perd la raó i esdevé un homicida.
A Charité (producció Netflix, 2020), Philipp Hochmair encarna el professor Otto Prokop, un forense austríac reconegut per la seva influència a l'època de la RDA.
A Blind ermittelt (2017-2024), encarna el personatge principal, Alexander Haller, un excomissari cec.
A La conferència de Matti Geschonneck (2022): el 20 de gener de 1942, els alts responsables del Tercer Reich es reuneixen a la invitació de Reinhard Heydrich (Philipp Hochmair) per posar al punt l'organització de "la solució final de la qüestió jueva" volgut per Adolph Hitler.

#### Teatre

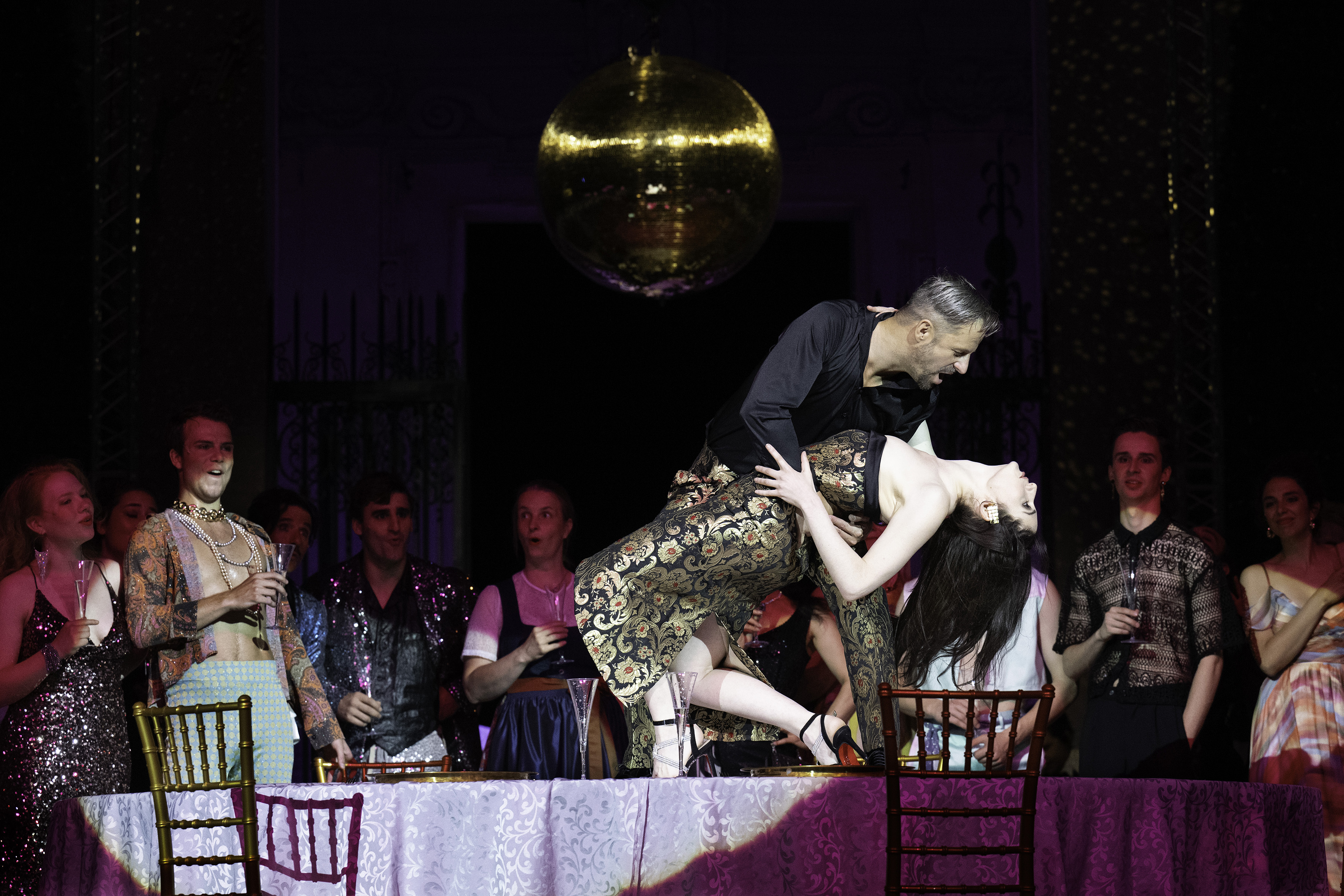
Jedermann de Hugo von Hofmannsthal, Festival de Salzburg 2024

De 2003 a 2009, Philipp Hochmair és compromèt amb el Burgtheater de Viena. A continuació, treballa al Thalia Theater d'Hamburg fins a l'any 2016.
Treballa igualment al teatre d'Hamburg, al teatre d'Hannover, a la Volksbühne de Berlín i al teatre de Zuric.
A partir de 2024 assumirà el paper principal de Jedermann a Jedermann d'Hugo von Hofmannsthal als Festival de Salzburg.

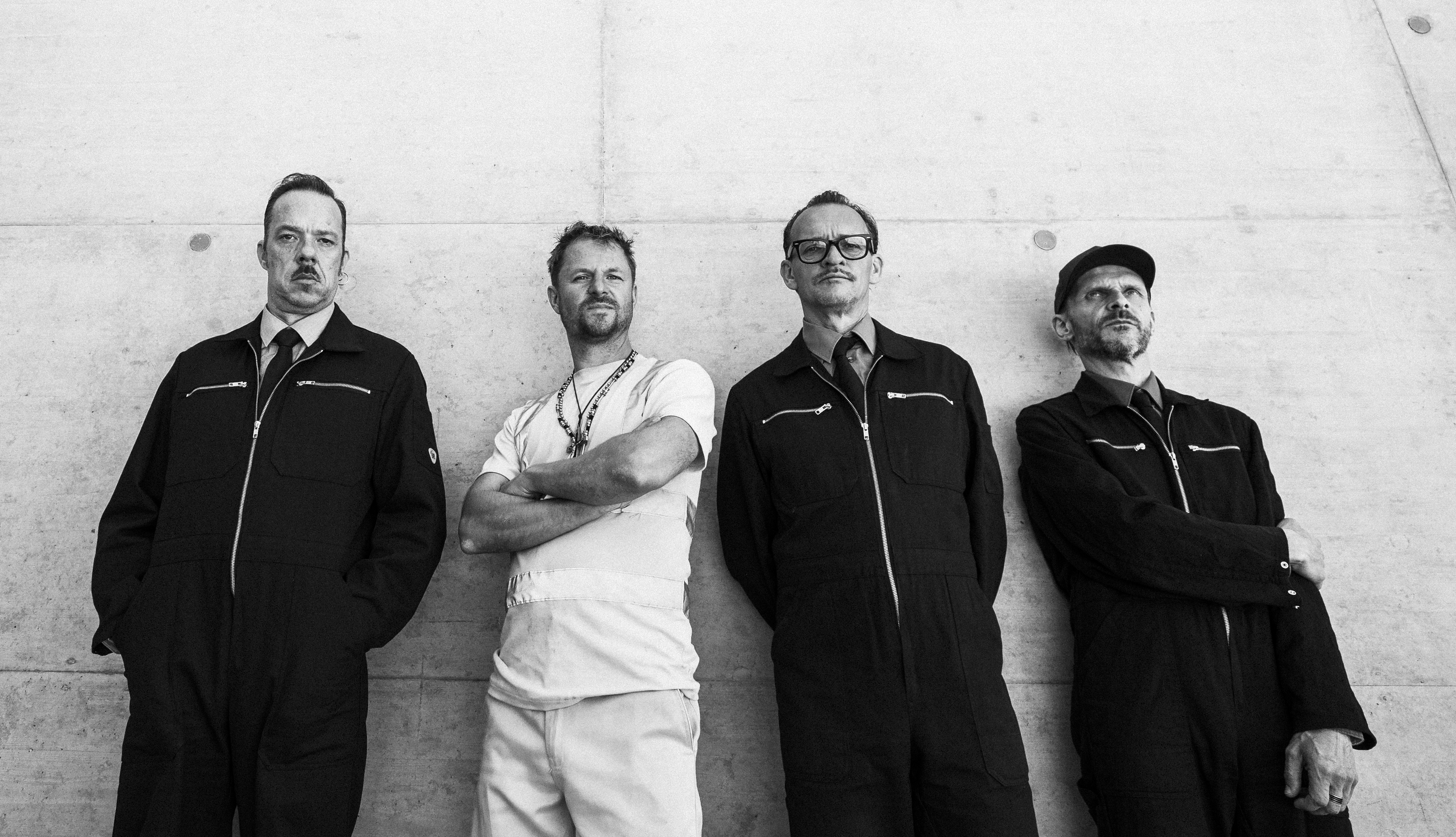
Philipp Hochmair & Die Elektrohand Gottes.

#### Projectes diversos
Philipp Hochmair efectua recorreguts amb els seus projectes Werther! (de Goethe), Der Prozess i Amerika de Franz Kafka.
Jedermann Reloaded (2018) és l'adaptació rock per Philipp Hochmair de la peça original Jedermann d'Hugo von Hofmannsthal, que escenifica amb el seu grup Die Elektrohand Gottes a un one-man-xou durant el qual endossa ja de 20 rols. Ha adaptat igualment les balades de Schiller a una música rock per tal de fer-les reviure (Schiller Balladen Rave, 2021).

## Distincions
L'any 2017, Philipp Hochmair aconsegueix el premi al millor actor pel seu rol a Tomcat de Klaus Händl al festival del film austríac Diagonal.
L'any 2019, aconsegueix el premi Romy en els premis de la televisió austríaca, el Romy al millor actor pel seu rol del comissari Alexander Haller a Blind ermittelt.
L'any 2022, aconsegueix en el premis Romy de la televisió austríaca, el Romy al millor actor pel seu rol del Reinhard Heydrich a La Conferència de Wannsee.
L'any 2022, nominació al Premi de la Televisió Alemanya (Deutscher Fernsehpreis) al millor actor pel seu rol del Reinhard Heydrich a La Conferència de Wannsee.
L'any 2023, aconsegueix el premi Grimme pel La Conferència.
L'any 2024 aconsegueix el premi Retrospectiva en el Festival de Cinema de Kitzbühel.

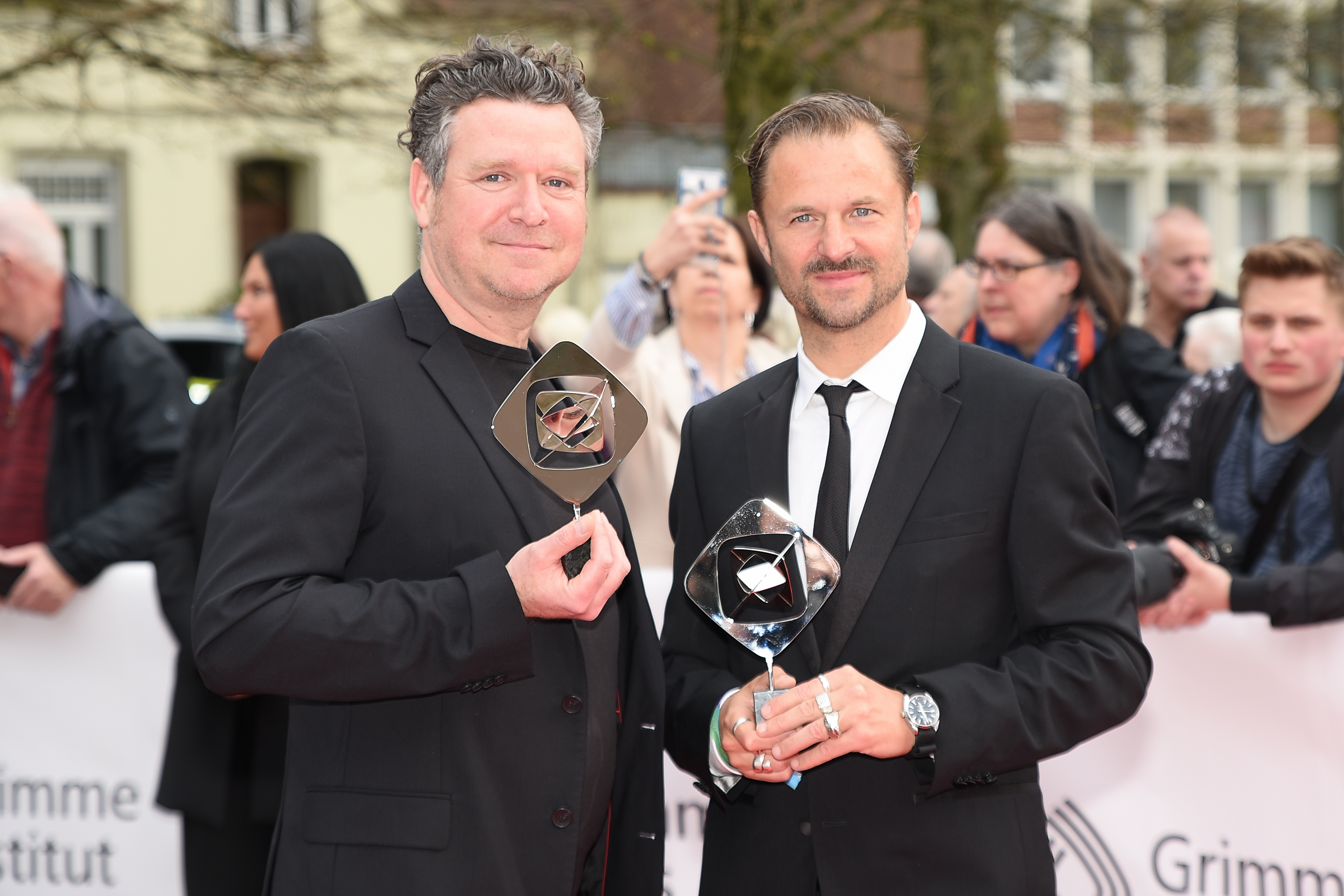
Premi Grimme 2023, Magnus Vattrodt, Philipp Hochmair

L'any 2024 aconsegueix el premi Cross Over del Premi del teatro de música austríac (Österreichischer Musiktheaterpreis).

## Filmografia

### Cinema
- 1996: Lucie Aubrac de Claude Berri: soldat alemany
- 1999: Marthas Töchter d'Oliver Hirschbiegel: fill
- 1999: Tigermilch d'Elisabeth Fiege
- 1999: Nachtfalter de Franz Novotny: Otto
- 2000: L'experiment d'Oliver Hirschbiegel: Lars
- 2002: Die rote Jacke de Florian Baxmeyer: UN-paramèdic
- 2005: Winterreise de Hans Steinbichler: Xaver Brenninger
- 2009: Die blaue Stunde de Nicolai Max Hahn: home
- 2010: Tag und Nacht de Sabine Derflinger: Mario
- 2011: Die Vaterlosen de Marie Kreutzer: Niki
- 2011: Arschkalt d'André Erkau: Weynfeldt
- 2012: Der Glanz des Tages de Tizza Covi et Rainer Frimmel: Philipp
- 2013: Talea de Katharina Mückstein: Stefan
- 2016: Tomcat (Kater) de Klaus Händl: Andreas
- 2017: Animals de Grzegorz Zgliński: Nick
- 2017: Candelaria - Ein kubanischer Sommer de Jhonny Hendrix Hinestroza: El Carpintero
- 2019: Ich war noch niemals in New York de Philipp Stölzl: metge
- 2019: Glück gehabt de Peter Payer: Artur
- 2020: Das Glaszimmer de Christian Lerch: Feik
- 2024: Der Soldat Monika de Paul Poet: Monika

### Televisió
- 1999-2022: Tatort: Bogdan / Jan Beckern / Peter Altmann / Paul Schemerl / Wolfgang / Schöller
- 1999: Bella Block: Blinde Liebe de Sherry Hormann
- 1999: Die Biester de Sören Bretzinger: Jürgen
- 2000: Ein mörderischer Plan de Matti Geschonneck: Senyor Peters
- 2000: Die Manns - Ein Jahrhundertroman d'Heinrich Breloer: Golo Mann
- 2001: Boomtown - Es leckt de Tom Zenker: Chris
- 2001: Die Hoffnung stirbt zuletzt de Marc Rothemund: Andreas
- 2002: Mörderische Elite de Florian: Henning Baxmeyer
- 2003: Doppelter Einsatz: Die Wahrheit stirbt zuletzt de Dror Zahavi: Hannes Jessen
- 2007: Polly Adler: Die Entführung de Peter Gersina: Dennis
- 2008: SOKO Donau: Nachts kaum Abkühlung d'Erwin Keusch: Fipsi Galen
- 2012: Blutadler de Nils Wilbrandt: Harald Frantzen
- 2012: Die Auslöschung de Nicolaus Leytner: Theo
- 2013: Der Glanz des Tages de Tizza Covi, Rainer Frimmel: Philipp
- 2013: Ein starkes Team: Die Frau des Freundes de Maris Pfeiffer: Sebastian Hauser
- 2014: Marie Brand und das Mädchen im Ring de Josh Broecker: professor Neu
- 2014: Eine Liebe für den Frieden - Bertha von Kuttner und Alfred Nobel (Madame Nobel) d'Urs Egger: Arthur von Suttner
- 2014: Männertreu d'Hermine Huntgeburth: Rebensburg
- 2014: Clara Immerwahr d'Harald Sicheritz: David Sachs
- 2014: In der Falle de Nina Grosse: Clemens Carstensen
- 2015-2022: Vorstadtweiber (sèrie) d'Harald Sicheritz, Sabine Derflinger et Mirjam Unger: Dr Joachim Schnitzler
- 2015: Polizeiruf 110: Wendemanöver d'Eoin Moore: Joseph Tischendorf
- 2015: Blochin de Matthias Glasner: secretari d'Estat
- 2015: Meine fremde Frau de Lars Becker: Lukas Horvath
- 2015: Kleine große Stimme de Wolfgang Murnberger: Hans Reschke
- 2016: Solo für Weiss: Das verschwundene Mädchen de Thomas Berger: Matthias Matter
- 2016: Die Toten vom Bodensee: Stille Wasser d'Andreas Linke: Peter Rademann
- 2017: Viel zu nah de Petra Katharina Wagner: Oliver
- 2018-2024: Blind ermittelt de Katharina Mückstein et Jano Ben Chaabane: Alexander Haller
- 2018: Nachtschicht - Es lebe der Tod de Lars Becker: ornitòleg
- 2019: Papa par accident de Sascha Bigler: Arthur Donnersberg
- 2019: Ein Dorf wehrt sich de Gabriela Zerhaus: August Eigruber
- 2019: SOKO Wien: Ritterschlag d'Holger Gimpel: Joachim Kramp
- 2019: Friesland: Hand und Fuß d'Isabel Prahl: Michael Meissner
- 2019: Maria Theresia (sèrie) de Robert Dornhelm: Barò de Treck
- 2020: Freud (sèrie) de Marvin Kren: Viktor von Szápáry
- 2020: Liebe verjährt nicht de Sebastian Hilger: Herbert Runknagel
- 2020: Nicht tot zu kriegen de Nina Grosse: Jimmy Lanz
- 2021: Letzter Gipfel de Julian Pölsler: Fritz Wallner
- 2021: Charité (sèrie) de Christine Hartmann: Otto Prokop
- 2021: Blackout (sèrie) de Lancelot von Naso, Oliver Rihs: Till
- 2021: Meiberger: Mörderisches Klassentreffen de Michael Podogil: Martin Mars
- 2022: La conferència de Matti Geschonneck: Reinhard Heydrich
- 2023: Kleine Eheverbrechen de Christian Werner
- 2024: Helgoland 513 (sèrie) de Robert Schwentke: Silbermann
- 2024: Deep (sèrie) d'Aurélien Molas: Frantz
- 2024: Der Geier - Die Tote mit dem falschen Leben (sèrie) de Christian Werner: Lukas Geier

Documental
- 2020: Philipp Hochmair - Eine Reise mit Jedermann de Bernadette Schugg, Philipp Hochmair
- 2021: Jedermann und ich de Katharina Pethke
- 2021: Jedermann auf Reisen de Wolfgang Tonninger
- 2023: Jedermann und Ich - Ein Porträt in 3 Kapiteln de Philipp Hochmair i Katharina Pethke
- 2024: Philipp Hochmair: Zwischen Himmel und Hölle de Hannes Michael Schalle